# Marek Bakoš
Marek Bakoš (Nová Baňa, 15 april 1983) is een Slowaaks voormalig voetballer die doorgaans speelde als spits. Tussen 2002 en 2019 was hij actief voor FC Nitra, FK Púchov, Sjinnik Jaroslavl, MFK Ružomberok, Viktoria Pilsen, Slovan Liberec, opnieuw Viktoria Pilsen en Spartak Trnava. Bakoš maakte in 2012 zijn debuut in het Slowaaks voetbalelftal en kwam uiteindelijk tot veertien interlandoptredens.

## Clubcarrière
Bakoš zette zijn eerste schreden in de voetbalwereld in de jeugd van ŠK Nová Baňa. Toen hij vijftien was, vertrok de aanvaller echter naar FC Nitra, waar hij ook zijn professionele debuut zou maken. In juli 2003 werd hij overgenomen door FK Púchov, waar hij twee jaar speelde, voor hij verkaste naar Rusland, waar hij speelde voor Sjinnik Jaroslavl. Tussen 2007 en 2009 was hij opnieuw in zijn vaderland actief, voor MFK Ružomberok, maar in de zomer van 2009 vertrok hij andermaal naar het buitenland, nu naar Viktoria Pilsen. Met die club speelde hij onder meer in de groepsfase van de Champions League. Binnen Tsjechië stapte Bakoš in de winterstop van het seizoen 2014/15 over naar Slovan Liberec. Anderhalf jaar later kocht Viktoria Pilsen hem terug. Bakoš verlengde na twee jaar zijn verbintenis met één seizoen tot medio 2019. Twee maanden later werd de aanvaller voor de duur van een half seizoen op huurbasis bij Spartak Trnava gestald. In de zomer van 2019 besloot Bakoš op zesendertigjarige leeftijd een punt te zetten achter zijn actieve loopbaan.

## Interlandcarrière
Bakoš debuteerde op 29 februari 2012 in het Slowaaks voetbalelftal. Op die dag werd er met 1–2 gewonnen van Turkije. Vladimír Weiss en Miroslav Stoch scoorden voor Slowakije, Ömer Toprak zorgde voor de tegentreffer. Bakoš mocht van bondscoach Michal Hipp in de basis starten en hij werd in de rust gewisseld voor Stanislav Šesták. De andere debutant dit duel was Michal Breznaník (Slovan Liberec).
| Interlands van Marek Bakoš voor Slowakije | Interlands van Marek Bakoš voor Slowakije | Interlands van Marek Bakoš voor Slowakije | Interlands van Marek Bakoš voor Slowakije | Interlands van Marek Bakoš voor Slowakije | Interlands van Marek Bakoš voor Slowakije | Interlands van Marek Bakoš voor Slowakije |
| №                                         | Datum                                     | Wedstrijd                                 | Uitslag                                   | Competitie                                | Goals                                     |                                           |
| Als speler bij Viktoria Pilsen            | Als speler bij Viktoria Pilsen            | Als speler bij Viktoria Pilsen            | Als speler bij Viktoria Pilsen            | Als speler bij Viktoria Pilsen            | Als speler bij Viktoria Pilsen            | Als speler bij Viktoria Pilsen            |
| ----------------------------------------- | ----------------------------------------- | ----------------------------------------- | ----------------------------------------- | ----------------------------------------- | ----------------------------------------- | ----------------------------------------- |
| 1                                         | 29 februari 2012                          | Turkije – Slowakije                       | 1 – 2                                     | Vriendschappelijk                         |                                           |                                           |
| 2                                         | 26 mei 2012                               | Polen – Slowakije                         | 1 – 0                                     | Vriendschappelijk                         |                                           |                                           |
| 3                                         | 30 mei 2012                               | Nederland – Slowakije                     | 2 – 0                                     | Vriendschappelijk                         |                                           |                                           |
| 4                                         | 15 augustus 2012                          | Denemarken – Slowakije                    | 1 – 3                                     | Vriendschappelijk                         |                                           |                                           |
| 5                                         | 7 september 2012                          | Litouwen – Slowakije                      | 1 – 1                                     | WK 2014 kwalificatie                      |                                           |                                           |
| 6                                         | 11 september 2012                         | Slowakije – Liechtenstein                 | 2 – 0                                     | WK 2014 kwalificatie                      |                                           |                                           |
| 7                                         | 12 oktober 2012                           | Slowakije – Letland                       | 2 – 1                                     | WK 2014 kwalificatie                      |                                           |                                           |
| 8                                         | 14 november 2012                          | Tsjechië – Slowakije                      | 3 – 0                                     | Vriendschappelijk                         |                                           |                                           |
| 9                                         | 22 maart 2013                             | Slowakije – Litouwen                      | 1 – 1                                     | WK 2014 kwalificatie                      |                                           |                                           |
| 10                                        | 26 maart 2013                             | Slowakije – Zweden                        | 0 – 0                                     | Vriendschappelijk                         |                                           |                                           |
| 11                                        | 7 juni 2013                               | Liechtenstein – Slowakije                 | 1 – 1                                     | WK 2014 kwalificatie                      |                                           |                                           |
| 12                                        | 15 oktober 2013                           | Letland – Slowakije                       | 2 – 2                                     | WK 2014 kwalificatie                      |                                           |                                           |
| 13                                        | 15 november 2013                          | Polen – Slowakije                         | 0 – 2                                     | Vriendschappelijk                         |                                           |                                           |
| 14                                        | 11 oktober 2016                           | Slowakije – Schotland                     | 3 – 0                                     | WK 2018 kwalificatie                      |                                           |                                           |